# 共振 (化学)
共振论是化学中表示分子结构的一种方法，是价键理论的重要组成部分。该方法认为，对于结构无法用一个经典结构式来表达的分子、离子或自由基，可以通过若干经典结构式的共振来表达其结构。共振中的结构并不存在，真实粒子也并非这些共振结构的混合物或是平衡体系，只是价键理论中无法用单一结构式来准确表达物质结构，必须要借助共振的思想。

## 简介

苯的共振式

单一路易斯结构中，共价键的键级只能是整数，常与实验数据或量子力学计算所得的结果不符。共振论认为，如果一个物质存在两种以上满足共振要求的路易斯结构，这类物质只能用共振式来书写，而且它们实际上综合具有这些结构的特点。每一个共振中的结构称为共振结构，而这样的物质看作由共振结构“杂化”而成，称为杂化体。共振结构之间以双向箭头连接。根据情况不同，每一个共振结构对杂化体的贡献程度不同。
以右图中的苯为例。根据价键理论，可以写出两种不同的苯分子结构。但是实验表明，苯分子中的C-C键长相等，处于单键和双键之间，与单一的路易斯结构相矛盾。为了解释这个现象，共振论认为苯实际上是这两种结构的杂化体，两种共振结构贡献相等，因此苯的六个碳完全等同。
需要注意的是，每个共振结构实质上并不存在，杂化体具有单一特定的结构，也并不是共振结构的混合物或平衡体系。只是任何一个路易斯结构都无法准确地表达物质的结构，只有用共振结构杂化的思想来表达才更加确切。因此共振式与互变异构是截然不同的两个概念，互变异构涉及原子位置的改变，而共振式则不然。

### 以矢量作比喻
共振式中各共振结构的关系可以与正交坐标系中的矢量坐标类比。假设矢量r可以写作xi + yj + zk（x, y, z是分矢量，i, j, k为坐标轴），那么r不是i、j或k中的任意一个，而是它们的特定组合，杂化体也是如此。三个并不存在的共振结构x、y和z，都对杂化体有贡献，而且贡献不同，它们的引入，可以在很大程度上方便理解分析杂化体的结构及性质。

## 本质
除了从路易斯结构图上理解物质结构外，共振论还有利于从数学层面上理解价键理论（VB）。当某物质的性质无法用一个价键结构来描述时，即无法以激发、杂化和成键的过程解释，那么共振论的概念便被引入，以便于理解结构。
再次以苯为例。价键理论中，先写出苯分子两种可能的路易斯结构，然后这两种结构线性组合，形成的波函数中含有两种结构各一半的贡献。然而，大多数情况下共振结构的贡献并不相等，这时可通过变分最优化先求得波函数的最低能量，作为最佳近似值得到贡献的系数，再由此近似估计分子的真实结构。
在更复杂的分子轨道理论中，共振通常是π轨道中电子离域的同义词。比如苯分子中，分子轨道示意图表明6个π电子离域在6个碳原子上，碳-碳键键级超过单键，整个分子以正六边形环外加中心的圆来表示更加妥当。一般教学中，常混合价键理论和分子轨道理论的思想，认为C-C之间不只存在σ键，而且还包括π电子的离域。

## 共振能
杂化体的能量总是低于各共振结构，常用共振能的概念来表示该降低值。它被定义为杂化体能量低于最稳定共振结构能量的数值，常与另一个概念离域能混用。电子的离域降低了轨道能，增加了分子的稳定性，常会造成分子的芳香性，如苯。
共振能随着共振结构数的增多而增大，尤其是存在等价共振结构时（能量相等）。可由量子化学计算、热化学方法或分子的氢化热来估计共振能。例如，氢化苯的一个双键约需120kJ/mol的能量，乘以3得到苯的完全氢化需要的能量，大概为360kJ/mol。实验测得苯的氢化热只有210kJ/mol，因此，共振能便是剩下的150kJ/mol。
共振能可用于计算鲍林标度下的电负性。

## 共振式
书写共振式时必须遵守以下两点：
- 所有的共振式必须符合路易斯结构式。
- 同一分子的共振式中原子排列顺序、总电子数和电荷数必须相同。

不同共振结构的稳定性可通过以下规则判断：
1. 共振结构的电荷越分散越稳定；
2. 满壳层的结构比价电子层不满的结构稳定；
3. 负电荷处在电负性强原子上的共振结构更稳定，正电荷处在电负性弱原子上的共振结构更稳定；
4. 具有不满壳层且带电荷原子的共振结构不稳定；
5. 共振结构含有的共价键数目越多越稳定；
6. 正负电荷分离越远越不稳定，同号电荷越近越不稳定；
7. 键长、键角有改变的共振结构不稳定。

共振结构对杂化体的贡献中，越稳定的共振结构对杂化体贡献越大，因此真实分子的性质很大程度上依赖于贡献大的结构。此外，由等价共振结构构成的体系更加稳定，如烯丙基正离子（见下）。

## 历史
共振的概念首先由莱纳斯·鲍林在1928年提出，“共振”一词（Resonance）来源于用量子力学法处理H2时，产生的两个耦合振子的经典系统。30年代时，英果尔德表示，用“中介”来描述共振论更加恰当。德国化学家阿恩特（阿恩特-艾斯特尔特合成的发现者之一）首先引入共振式中的双向箭头。
40年代起，由于意识形态的不同，苏联科学界开始了一场对“资产阶级科学”的批判。当时批判的主要对象有：生物学中摩尔根的基因论、物理学中的“量子力学唯心理论”、化学中鲍林的共振论及工程学中维纳的控制论等，批判的高潮阶段为1951年苏联科学院化学部的“有机化学中化学结构理论问题讨论会”。当时的中国紧随其后，陆续开展肃清资产阶级科学的活动，化学家唐敖庆也撰写名为《肃清化学构造理论中的唯心主义》的文章表明支持。当时认为，鲍林提出的共振论是唯心的，而且人们必须“向化学构造理论中的唯心论、反动的、伪科学的概念所进行的不妥协的斗争”，彻底清除资产阶级学者的唯心主义思想残留。这些批判活动直到1958年才有所停止。
共振论中的“共振”与物理学中传统的共振概念有很大差异，曾有人建议将共振改为“离域”，相应的共振能则变为“离域能”，共振结构变为“极限结构”或“贡献结构”。

## 例子
画简单分子的极限结构时，可以遵循以下的方法：
1. 数出总价电子数
2. 画出键连顺序，先假设所有键都为单键
3. 依照八隅体规则为周边原子补充电子

臭氧、苯和烯丙基阳离子的共振式

4. 将总价电子数中剩下的电子分配到中心原子上，若不满足八隅律，则：
5. 在一个键中加入多重键（双键、叁键），直至满足八隅律——画出一个共振结构
6. 将多重键应用到其他键中，画出其他共振结构

### 活性中间体
碳正离子和自由基等活性中间体常会因为电子离域，而生成意料之外的产物。例如在烯丙基重排中，当1,3-丁二烯与等物质的量的HCl混合时，除了生成应当得到的3-氯-1-丁烯外，还检测到了1-氯-2-丁烯。进一步的同位素标记实验表明，反应中发生了双键从1,2-位向2,3-位的转移。连同超强酸溶液中的NMR数据，可以得出，中间体烯丙基碳正离子与经典的碳正离子不同，必定含有高度离域的结构。该离子的共振式见上图。
不稳定分子的离域程度通常较大，共轭双烯的激发态由于共轭更加稳定，也因此用作有机染料。
不含π电子的电子离域，即超共轭，存在于非经典的降樟基正离子、乙硼烷和甲鎓离子（CH5+）中，也称作三中心两电子键。它们的共振式涉及σ电子的重排。

## 不足
虽然共振论为价键理论补充了内容，对一些实验事实做出了很好的解释，但对于立体化学以及反应中的激发态等问题，共振论仍显得无能为力，在某些方面作出的预测甚至是错误的。由于其任意性，在选择共振结构时，许多激发态的结构常因不符合规定而被忽略掉，在某些情况下，这是错误的。此外，也可以由“共振结构越多分子越稳定”的规定引出一些与事实不符的结论。